# Alcañices
Alcañices és un municipi de la província de Zamora, a la comunitat autònoma de Castella i Lleó.

## Fills il·lustres
- Rafael de Balbín Lucas (1910 - 1978), filòleg i professor.
- Eugenio Gómez (segle xix) organista i compositor.

## Demografia
| 1991 | 1996 | 2001 | 2004 |
| ---- | ---- | ---- | ---- |
| 1245 | 1229 | 1194 | 1114 |